# كمال الدين آيدن
كمال الدين آيدِن (بالتركية: Kemalettin Aydın)‏, (ولد: 10 مايو 1962, قضاء «طورُل» في غُمُشْ خانة، تركيا) سياسي تركي. ونائب سابق في البرلمان التركي لأكثر من دورة ممثلا عن حزب العدالة والتنمية.